# Szvorényi József
Szvorényi József (Sáta, 1816. július 5. – Eger, 1892. december 11.) író, ciszterci rendi szerzetes, pap, tanár, az MTA tiszteleti tagja.

## Életpályája
Középiskoláit Egerben végezte. 1833-ban az egri növendékpapok sorába lépett és folytatta filozófiai tanulmányait. 1835-ben a teológiát kezdte hallgatni Egerben, de a harmadik év befejezése után, 1838. szeptember 14-én a ciszterci rendbe lépett. 1839-ben tanár lett Székesfehérváron, ahol 1840. augusztus 17-én pappá is szentelték. 1846-ban a Magyar Tudományos Akadémia levelező tagjává választotta. 1849-ben egri tanár, 1854-ben az akadémia által a magyar–német műszótár szerkesztésére kiküldött bizottság tagja lett, így Pestre költözött. A szótár elkészülte után, 1856-ban visszatért Egerbe, tanárnak. 1866-ban ugyanott igazgató lett és 1868-tól egyúttal perjel is. 1886-ban érdemeinek elismeréséül a király a Ferenc József-rend lovagkeresztjével tüntette ki és a Magyar Tudományos Akadémia tiszteleti tagjává választotta. 1892-ben a főigazgatói címet kapta. Vitkovics Mihály és Szemere Pál műveit sajtó alá rendezte. Kiváló pedagógus volt, tankönyveit széles körben alkalmazták.
Egerben hunyt el, a hatvani temetőben nyugossza örök álmát.

## Művei

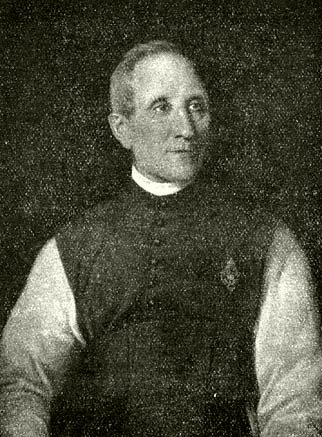
Szvorényi József portréja, Kovács Mihály festménye

- Magyar ékes szókötés (a Magyar Tudományos Akadémia által 100 arannyal jutalmazott pályamunka, Buda, 1846)
- Az ó-classica literatura főbb pontjai (Eger, 1851)
- Ékesszólástan (ugyanott, 1851, több kiadásban)
- Olvasmányok a gymnasiumi s ipartanodai alsóbb osztályok számára (4 kötet, Pest 1855, számos kiadásban)
- Magyar nyelvtan (ugyanott, 1861, több kiadásban)
- Kisebb magyar nyelvtan (2 rész, ugyanott, 1865, több kiadásban)
- Magyar irodalmi szemelvények (uo. 1867, 2. kiad., 1873)
- A magyar irodalmi tanulmányok kézikönyve (uo. 1868, 2. kiad. 1876) Online
- A magyar nemzeti irodalom rövid ismertetése (uo. 1869)
- Elméleti és gyakorlati nyelvkönyv (uo., 1871)
- Emlékbeszéd Árvay Gergely Magy. Akad. tag felett (Pest, 1872)
- Gyakorlati tanácsok a házi és nyilvános nevelés körében (Budapest, 1890)

### Egyéb munkái
- Számos emlékbeszéd, költemény, értekezés, különféle lapokban (Honművész, Anastasia, Magyar Akadémiai Értesítő, Új Magyar Muzeum, Divatcsarnok) stb. és gimnáziumi értesítőkben

### Szerkesztőként
- Officia propria juxta rubricas Breviarii Cist. (Eger, 1869)
- Vitkovics Mihály munkái (2 köt., Budapest)
- Szemerei Szemere Pál munkái (3 köt., Budapest, 1890)

## Emlékezete
- Egerben utcát neveztek el róla, amelynek elején márvány emléktábla méltatja munkásságát.